# Romano Schmid
Romano Christian Schmid (Graz, 17 januari 2000) is een Oostenrijks voetballer die doorgaans als aanvallende middenvelder speelt. Hij verruilde Red Bull Salzburg in januari 2019 voor Werder Bremen. Schmid debuteerde in 2022 in het Oostenrijks voetbalelftal.

## Clubcarrière
Schmid begon met voetballen bij USV Vasoldsberg en werd in 2009 opgenomen in de jeugdopleiding van Sturm Graz. Hiervoor debuteerde hij op 28 mei 2017 in het eerste elftal. Dat speelde toen een wedstrijd in de Bundesliga uit bij Wolfsberger AC. Schmid maakte op de tweede speeldag van seizoen 2017/18 de 1–3 uit bij Austria Wien. Daarmee werd hij de eerste doelpuntenmaker in de Oostenrijkse Bundesliga die geboren werd na 1999. Twintig dagen later verhuisde hij naar Red Bull Salzburg. Dat stalde hem vrijwel heel het jaar bij zusterclub FC Liefering. Alleen op de laatste speeldag van het seizoen mocht hij nog een half uur invallen bij Red Bull Salzburg.
Schmid tekende in januari 2019 bij Werder Bremen. Dat ging daarbij meteen op zoek naar een club om hem nog achttien maanden aan te verhuren. Dit werd Wolfsberger AC, in de Oostenrijkse Bundesliga. Hij groeide er in 2019/20 uit tot onbetwiste basisspeler. Daarnaast kwam hij dat jaar voor het eerst uit in de groepsfase van een Europees toernooi, in de Europa League. Schmid sloot voor seizoen 2020/21 aan bij de selectie van Werder Bremen. Hij degradeerde in 2020/21 met Werder naar de 2. Bundesliga, maar keerde een seizoen later met zijn teamgenoten terug naar de Bundesliga.

## Interlandcarrière
Schmid maakte deel uit van alle Oostenrijkse nationale jeugdselecties vanaf Oostenrijk –15. Hij nam met Oostenrijk –17 deel aan het EK –17 van 2016. Schmid debuteerde op 22 september 2022 in het Oostenrijks voetbalelftal. Bondscoach Ralf Rangnick liet hem toen invallen in een wedstrijd in de UEFA Nations League in en tegen Frankrijk. Lindner werd op 7 juni 2024 door Rangnick opgenomen in de Oostenrijkse selectie voor het EK 2024 in Duitsland. Oostenrijk werd groepswinnaar in een groep met Frankrijk, Nederland en Polen en werd in de achtste finales uitgeschakeld met een 1–2 nederlaag tegen Turkije. Schmid kwam op het toernooi in alle wedstrijden in actie en scoorde tegen Nederland.
1 Zetterer ·
3 Jung ·
4 Stark ·
5 Pieper ·
6 Stage ·
7 Ducksch ·
8 Weiser ·
9 Silva ·
10 Bittencourt ·
11 Njinmah ·
13 Veljković ·
14 Lynen ·
15 Burke ·
17 Grüll ·
19 Köhn ·
20 Schmid ·
22 Malatini ·
25 Kolke ·
26 Imasuen ·
27 Agu ·
28 Alvero ·
29 Kaboré ·
30 Backhaus ·
32 Friedl  ·
33 Nankishi ·
35 Opitz ·
38 Topp ·
Coach: Werner
1 Lindner ·
2 Wöber ·
3 Trauner ·
4 Danso ·
5 Posch ·
6 Seiwald ·
7 Arnautović  ·
8 Prass ·
9 Sabitzer ·
10 Grillitsch ·
11 Gregoritsch ·
12 Hedl ·
13 Pentz ·
14 Querfeld ·
15 Lienhart ·
16 Mwene ·
17 Kainz ·
18 Schmid ·
19 Baumgartner ·
20 Laimer ·
21 Daniliuc ·
22 Seidl ·
23 Wimmer ·
24 Weimann ·
25 Entrup ·
26 Grüll ·
Coach: Rangnick